# エクスチェンジ・プレイス駅 (パストレイン)
エクスチェンジ・プレイス駅（Exchange Place）はニュージャージー州ジャージーシティのエクスチェンジ・プレイスにあるパストレインの駅である。1909年7月19日に開業した。パウルス・フックのハドソン川沿いにある。終日ニューアーク-ワールド・トレード・センター線の列車が停車する。また、平日はホーボーケン-ワールド・トレード・センター線の列車も停車する。ハドソン-バーゲン・ライトレール（HBLR）の同名の駅が駅構外にある。

## 駅構造
| G                  | 地上階                       | エントランス/出口                                                                                         |
| M                  | メザニン                     | 改札口、券売機                                                                                            |
| P プラットホーム階 | 西行線                       | ← NWK–WTC ニューアーク駅行 （グローブ・ストリート駅） ← HOB–WTC ホーボーケン駅行 （ニューポート駅）       |
| P プラットホーム階 | 相対式ホーム、左側ドアが開く | |
| P プラットホーム階 | 連絡通路                     | ホーム間で対面乗り換え                                                                                    |
| P プラットホーム階 | 相対式ホーム、左側ドアが開く | |
| P プラットホーム階 | 東行線                       | → NWK–WTC ワールド・トレード・センター駅行 （終点）→ → HOB–WTC ワールド・トレード・センター駅行 （終点）→ |

## 周辺施設
- コルゲート・クロック（英語版）
- ゴールドマン・サックス・タワー
- ハーバーサイド・フィナンシャル・センター（英語版）
- リバティ・ステート・パーク（英語版）
- パウルス・フック（英語版）
- ハドソン・アンド・マンハッタン鉄道変電所（英語版）